# بلال عمراني
بلال عمراني ، لاعب كرة قدم جزائري وفرنسي في مركز الهجوم، ولد في 2 يونيو 1993 في فورباخ في فرنسا. شارك مع منتخب فرنسا تحت 17 سنة لكرة القدم ومنتخب فرنسا تحت 18 سنة لكرة القدم ومنتخب فرنسا تحت 19 سنة لكرة القدم ومنتخب الجزائر لكرة القدم. أما مع النوادي، فقد لعب مع أولمبيك مارسيليا وسي إف آر كلوج ونادي أرليه أفينيون.

## وصلات خارجية
- بلال عمراني على موقع الاتحاد الأوربي (الإنجليزية)
- بلال عمراني على موقع رابطة كرة القدم الفرنسية للمحترفين (الإنجليزية)
- بلال عمراني على موقع قاعدة بيانات كرة القدم.إي يو (الإنجليزية)
- بلال عمراني على موقع ليكيب (الفرنسية)
- بلال عمراني على موقع ناشيونال فوتبول تيمز (الإنجليزية)
- بلال عمراني على موقع Soccerway.com (الإنجليزية)
- بلال عمراني على موقع AS.com (الإسبانية)